# Bactrocera neonigrita
Bactrocera neonigrita är en tvåvingeart som beskrevs av Drew 1989. Bactrocera neonigrita ingår i släktet Bactrocera och familjen borrflugor. Inga underarter finns listade.